# Severna Afrika
Severna Afrika je regija Afrike, v katero se navadno prištevajo afriške države Alžirija, Egipt, Libija, Mavretanija, Maroko, Sudan, Tunizija in Zahodna Sahara. V regijo so včasih vključene tudi nekatere druge države: Azorski otoki, Eritreja, Etiopija, Kanarski otoki in Madeira, a si ne delijo iste kulture z značilnimi državami regije.
Del severne Afrike je Magreb, ki ga tvorijo Maroko, Alžirija, Tunizija in zahodni del Libije. Z izjemo Libije so te države nekdanje kolonije Francije, zaradi česar se pojem Magreb (zlasti v francoščini) mnogokrat nanaša le na njih, v arabski terminologiji pa tudi samo na Maroko.
Egipt in Libija sta po nekaterih kriterijih uvrščena tudi v regijo Bližnjega vzhoda, zlasti tja sodi egipčanski polotok Sinaj, ki je geografsko umeščen v Malo Azijo.

## Zgodovina
Prvi pomembnejši kolonizatorji severne Afrike so bili Feničani, ki so tam ustanovili več svojih kolonij, med drugim okoli leta 814 pr. n. št. v bližini današnjega Tunisa Kartagino. Slednja je bila poražena leta 146 pr. n. št., v nadaljnjem obdobju pa so severno Afriko v velikem obsegu kolonizirali Rimljani. Po zatonu moči Rimskega imperija so nekoliko ohlapnejši nadzor nad severno Afriko, izvzemši Maroko, prevzeli Arabci Osmanskega cesarstva. Velika evropska osvajanja v 19. stoletju pa so prinesla nove oblasti: Francijo, Združeno kraljestvo, Španijo in Italijo. To obdobje je trajalo do druge polovice 20. stoletja, ko so si med 1950 in 1970 vse države pridobile neodvisnost, z izjemo nekaj manjših španskih teritorijev na severnih obalah Maroka ter Zahodne Sahare, katere okupator je Maroko.

## Demografija
Poseljene predele severne Afrike od preostale Afrike ločuje zlasti Sahara. V teh krajih je najti Berbere in Arabce kot večinsko prebivalstvo, ti pa se na pogled težko razlikujejo. Zraven teh obstaja še več etničnih manjšin. Berberi so avtohtono ljudstvo Magreba, ki naj bi v te kraje prišlo z vzhoda. Večina prebivalstva severne Afrike ima berberske korenine, a se - z izjemo Maroka in nekaterih predelov Alžirije - označuje za Arabce.